# Agelena sherpa
Agelena sherpa är en spindelart som beskrevs av Nishikawa 1980. Agelena sherpa ingår i släktet Agelena och familjen trattspindlar.
Artens utbredningsområde är Nepal. Inga underarter finns listade i Catalogue of Life.